# Мадона (Болцано)
Мадона је насеље у Италији у округу Болцано, региону Трентино-Јужни Тирол.
Према процени из 2011. у насељу је живело 423 становника. Насеље се налази на надморској висини од 1490 м.